# Giornata dell'orgoglio autistico
La giornata dell'orgoglio autistico (Autistic Pride Day) è una celebrazione dell'orgoglio delle persone autistiche che si tiene ogni anno il 18 giugno. L’orgoglio autistico riconosce l’importanza dell'orgoglio per le persone autistiche e del loro ruolo nel portare cambiamenti positivi nella società.
Sebbene la giornata cada il 18 giugno, per motivi logistici gli eventi del pride spesso si svolgono nel fine settimana più vicino o in altri frangenti.

## Concetto
Organizzazioni in tutto il mondo celebrano la giornata dell'orgoglio autistico con eventi che permettono alle persone autistiche di entrare in contatto tra loro e per dimostrare alle persone allistiche (=che non rientrano nello spettro autistico) che gli autistici sono individui unici che non dovrebbero essere considerati casi da curare.
L'orgoglio autistico sottolinea che le persone autistiche hanno sempre svolto un ruolo importante della società umana. Come per tutte le forme di neurodiversità, la maggior parte delle sfide che le persone autistiche devono affrontare deriva dall'atteggiamento delle altre persone nei confronti dell'autismo e dalla mancanza di supporto e facilitazioni (abilismo), anziché derivare dalla condizione autistica di per sé. Ad esempio, secondo Larry Arnold e Gwen Nelson, molte organizzazioni legate all’autismo promuovono sentimenti di pietismo per i genitori, piuttosto che favorire la comprensione della condizione. Gli attivisti autistici hanno contribuito a cambiare approccio, allontanandosi dall'idea che l'autismo sia una deviazione dalla norma che deve essere curata o guarita. Le organizzazioni di autopromozione autistica, guidate e gestite da persone autistiche, rappresentano una forza chiave nel movimento per l'accettazione autistica e l'orgoglio autistico.
Joseph Redford, uno degli organizzatori dell'Autistic Pride all'Hyde Park di Londra, ha dichiarato in un discorso che il concetto di orgoglio autistico non riguarda un singolo giorno o un singolo evento, ma può essere declinato individualmente in varie forme, p.e. passeggiare in pubblico senza nascondere lo stimming o altre caratteristiche della propria neurodivergenza, o sfidare le convenzioni e le regole sociali senza arrecare danni al prossimo.

## Storia

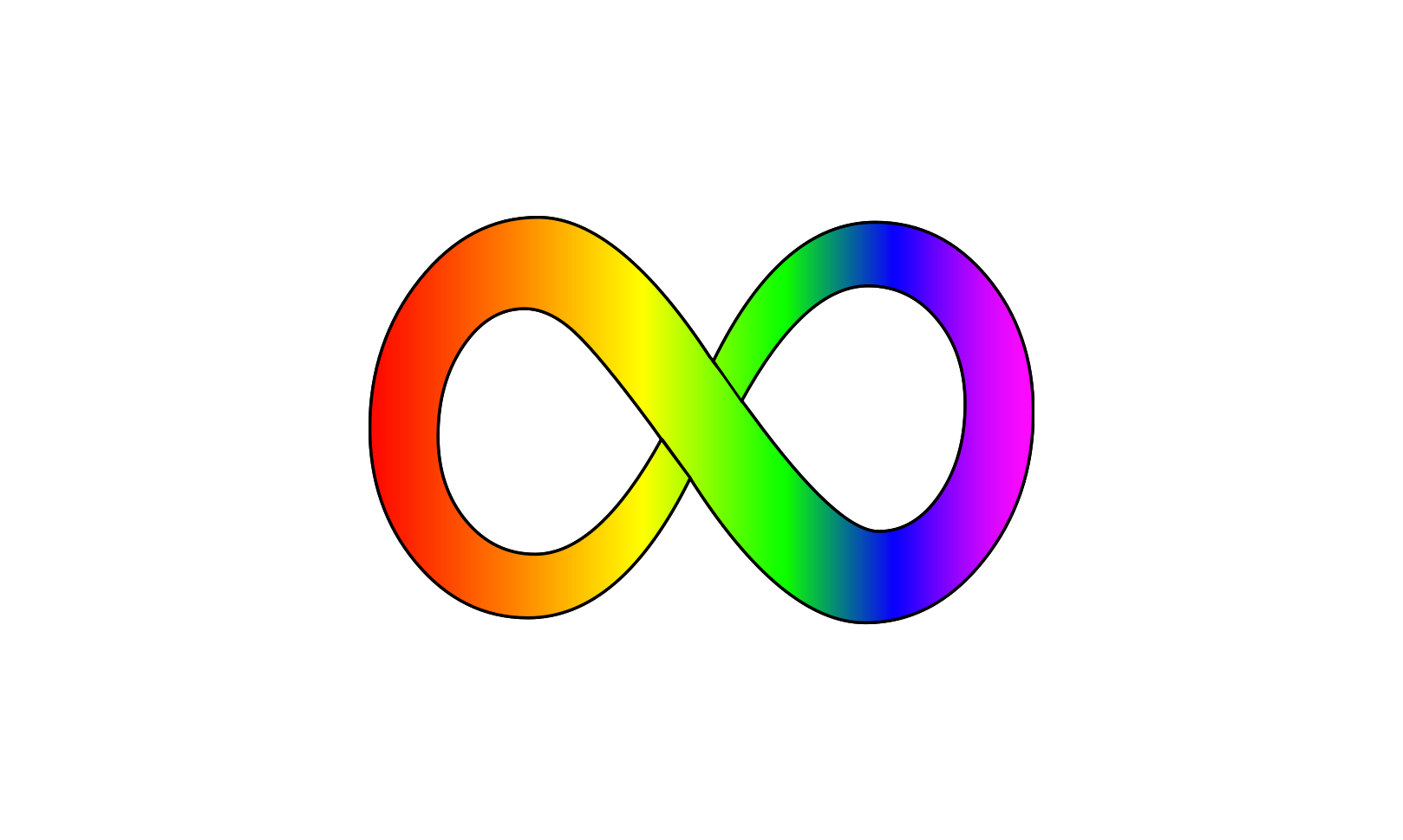
Il primo Autistic Pride Day nel 2005 ha utilizzato una bandiera con un simbolo dell'infinito color arcobaleno, creato da Aspies For Freedom. Da allora sono state create numerose varianti, come questo modello del 2013.

L'Autistic Pride Day è stato celebrato per la prima volta nel 2005 da Aspies For Freedom (AFF), che ha scelto il 18 giugno perché era il compleanno del membro più giovane del gruppo in quel momento. L'AFF ha modellato la celebrazione sul modello del movimento per l'orgoglio gay. Secondo Kabie Brook, co-fondatrice dell'Autism Rights Group Highland (ARGH), "la cosa più importante da sottolineare riguardo a questa giornata è che si tratta di un evento per la comunità autistica: ha avuto origine ed è ancora guidata da persone autistiche", ovvero non è una giornata in cui altre organizzazioni o enti di beneficenza possono promuovere se stesse o soffocare le persone autistiche. Come emblema di questa giornata è utilizzato un simbolo con l'arcobaleno e l'infinito, rappresentante "la diversità con infinite varianti e infinite possibilità". La rivista New Scientist ha pubblicato un articolo intitolato "Autistic and proud" in occasione del primo Autistic Pride Day, in cui si discuteva dell'idea.
Man mano che si è sviluppato il concetto di orgoglio autistico, i sostenitori degli autistici sono diventati sempre più professionali, con l'Autistic Pride Reading che si è costituito come ente di beneficenza nel 2018 e ha organizzato un evento del pride che ha attirato oltre 700 persone.

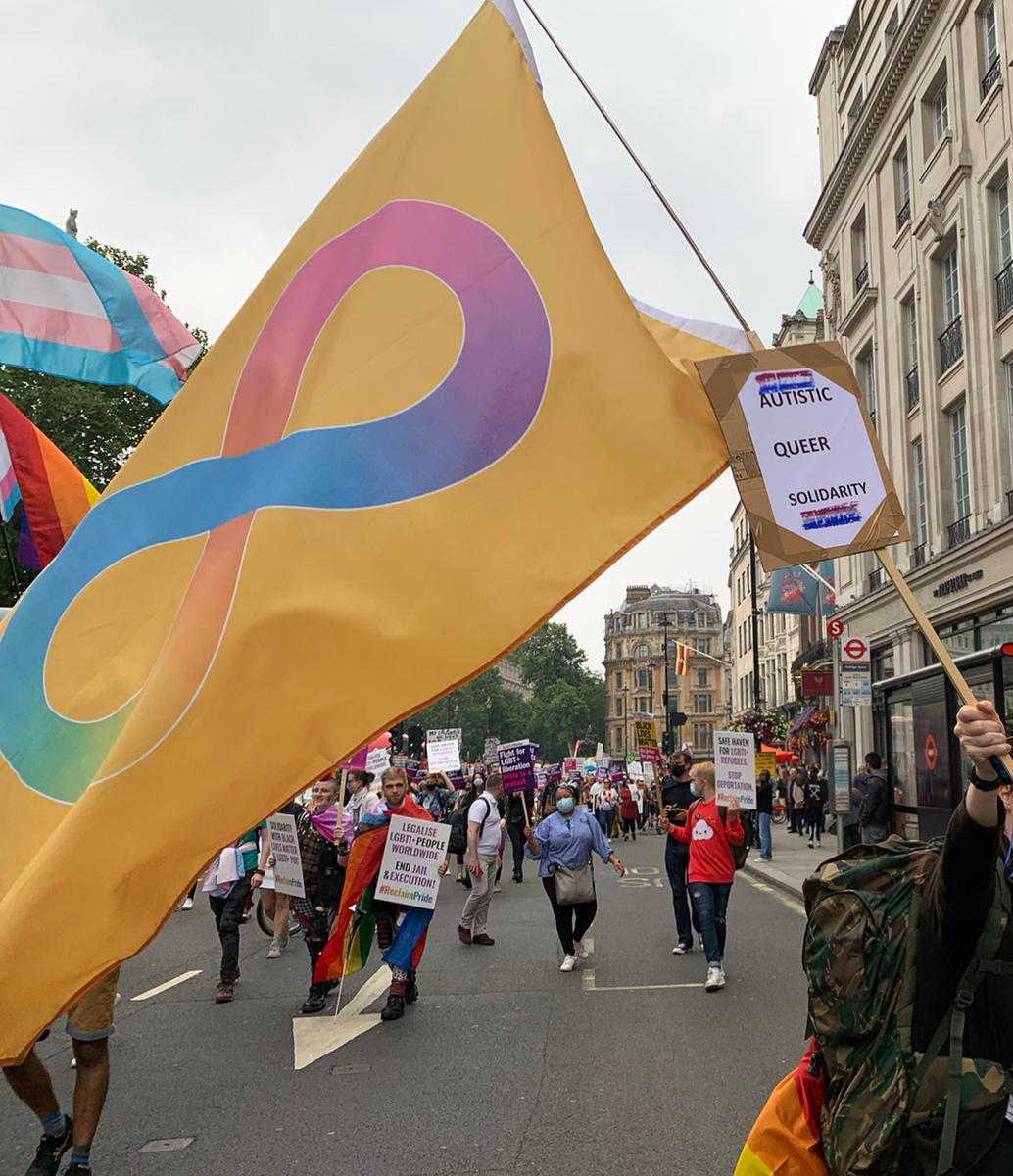
La bandiera dell'orgoglio autistico alla marcia Pride is a Protest nel luglio 2021.

Durante la pandemia di COVID-19, con l'impossibilità di organizzare eventi in presenza, i promotori hanno collaborato sotto l'egida dell'Autistic Pride Alliance per creare una celebrazione online dell'Autistic Pride che ha ospitato relatori provenienti da quattro continenti. L'Autistic Pride Day 2020 è stata una maratona di undici ore ospitata su YouTube e l'evento è stato ripetuto nel 2021.
Nel corso degli anni sono stati organizzati numerosi eventi in occasione della Giornata dell'orgoglio autistico per promuovere l'autoaffermazione, l'identità, la dignità e l'uguaglianza delle persone autistiche in tutto il mondo. La maggior parte degli eventi si svolge durante i mesi estivi, tra giugno e agosto.